# Serial Experiments Lain
Serial Experiments Lain (Japans: シリアルエクスペリメンツレイン) is een Japanse anime serie uit 1998 in 13 afleveringen onder regie van Ryutaro Nakamura.
Het titellied 'Duvet' wordt gezongen door Jasmine Rodgers van de Britse rockgroep Bôa en is gecomponeerd door Paul Turrell.

## Verhaal
Het verhaal van Serial Experiments Lain is gebaseerd op ingewikkelde filosofische concepten zoals realiteit, identiteit en communicatie.
Het verhaal draait om Lain Iwakura, een jong en verlegen meisje in Japan. De serie opent met de zelfmoord van een van Lain's klasgenoten; Chisa Yomoda. Vanaf dan begint het saaie en apathische leven van Lain te veranderen. Ze vraagt aan haar vader of hij voor haar een Navi wil kopen; een computer die net zoals die van ons verbinding kan maken met een soort van internet; de Wired. Maar de Wired is anders dan het internet zoals wij dat kennen, het is een soort geëvolueerde versie van het internet (en misschien zelfs uiteindelijk van de wereld).
De eerste dag op haar nieuwe Navi ontvangt Lain een e-mail van Chisa, het klasgenootje van Lain dat zelfmoord pleegde, waarin ze Lain vertelt dat ze niet dood is; ze heeft enkel haar lichaam verlaten en heeft nu God gevonden in de Wired. Alsof dat niet vreemd genoeg is begint Lain te hallucineren, het lijkt alsof de wereld die ze kent langzaam begint te veranderen, maar ze kan er geen grip op krijgen. Ze besluit de Wired aan te wenden om antwoorden te vinden, en ze vindt er meer dan ze had verwacht. Langzaam komt ze erachter dat ze haar fysieke zelf kan vertalen in de Wired door middel van ingewikkelde chips; binnen korte tijd verandert haar kamer in een donker hol vol machinerie en Lain begint steeds sneller te veranderen.
Maar, is er nog wel één Lain? Of zijn het er meerderen? Langzaamaan begint haar realiteit te vervagen. De Lain van de Wired komt buiten haar wil om haar realiteit in, waar ze onrust stookt tussen Lain en haar vrienden. Dan zijn er nog de Knights, een mysterieuze groep elite hackers die zo hun eigen agenda hebben, en Lain onder hun hoede schijnen te hebben genomen.. En wie is die God van de Wired, wat wil hij van Lain en wat hebben de Knights ermee te maken?
Langzaamaan begint Lain in te zien dat ze zichzelf zonder al te veel moeite compleet kan vertalen naar de Wired, terwijl dit voor andere mensen haast onmogelijk is. Waar al deze kennis vandaan komt is in het begin nogal onduidelijk. Uiteindelijk komt Lain erachter dat de God van de Wired haar al langer op het oog had en dat zij de sleutel is tot de samenkomst van de Wired met de 'echte' wereld. Deze God van de Wired is een voormalig medewerker van Tachibana Labs, een computer firma, en de Knights zorgen ervoor dat hij als een God kan bestaan binnen de Wired..
Hij vertelt Lain dat: "De echte Lain geen hardware is, maar software." Ze moet haar lichaam verlaten om haar taak te kunnen volbrengen. Haar echte wereld begint zich langzaamaan te ontbinden door veel te veel sensatie, realiteit vervaagt en gaat over in hallucinaties en de Wired. Hier kan Lain niet langer bestaan. Maar in de Wired zal ze een Godin zijn, en of ze die last en eenzaamheid zal kunnen dragen is niet duidelijk. Of ze klaar is om de wereld te verlaten... die keuze zal ze moeten maken.
Deze serie zal waarschijnlijk meer vragen oproepen dan beantwoorden, maar dat is ook de bedoeling; het is een vernieuwende anime die gemaakt is om je aan het denken te zetten, zoals ook Neon Genesis Evangelion, Ghost in the Shell en Boogiepop Phantom.

## Filosofische thema's
De filosofische existentialistische thema's die ten grondslag liggen aan SEL (Serial Experiments Lain) stellen onder andere vragen over wat het inhoudt om in dit menselijk lichaam te zitten.
Is er een essentie die wij op de een of andere manier kunnen overbrengen naar een hogere wereld, kan de identiteit worden overstegen tot een soort universele identiteit?
Is de mens werkelijk op het eindpunt beland van haar evolutie, of is dit maar het begin van een nieuw tijdperk?
In SEL vertaalt Lain zichzelf steeds vaker naar de Wired. Hierdoor raakt ze langzaam overspoeld met informatie, ze begint te veranderen, zich op te splitsen. Is al de wijsheid die ze tot zich neemt wel goed? Kan ze zichzelf wel in meerdere werelden tegelijk plaatsvinden zonder de controle te verliezen?
Wat voor prijs moet men betalen voor de waarheid, transcendente wijsheid?
Wat is God, en wat betekent het om lichaamloos te zijn. Kan iemand zijn lichaam vertalen naar een wereld van pure informatie (zoals de wired, en zoals ook bijvoorbeeld het 'hiernamaals' of hogere realiteit wordt voorgesteld) zonder de controle te verliezen?
Wat is de aard van eenzaamheid? Kan kennis eenzaamheid betekenen?
Wat is een herinnering? Is een herinnering echt, en zo ja, hoeveel versies van jou bestaan er dan? Hoe zou het zijn als je iemands herinnering kunt herprogrammeren door iemands geest te betreden, en bijvoorbeeld de herinnering van jezelf zou kunnen wissen. Hoe zou het zijn als je dat bij iedereen zou doen. Zou je dan nog hebben bestaan? Wat betekent het om mens te zijn, wat betekent het om te bestaan?
Wat is het bewustzijn?